# Grand Prix Formule 1 van Europa 2011

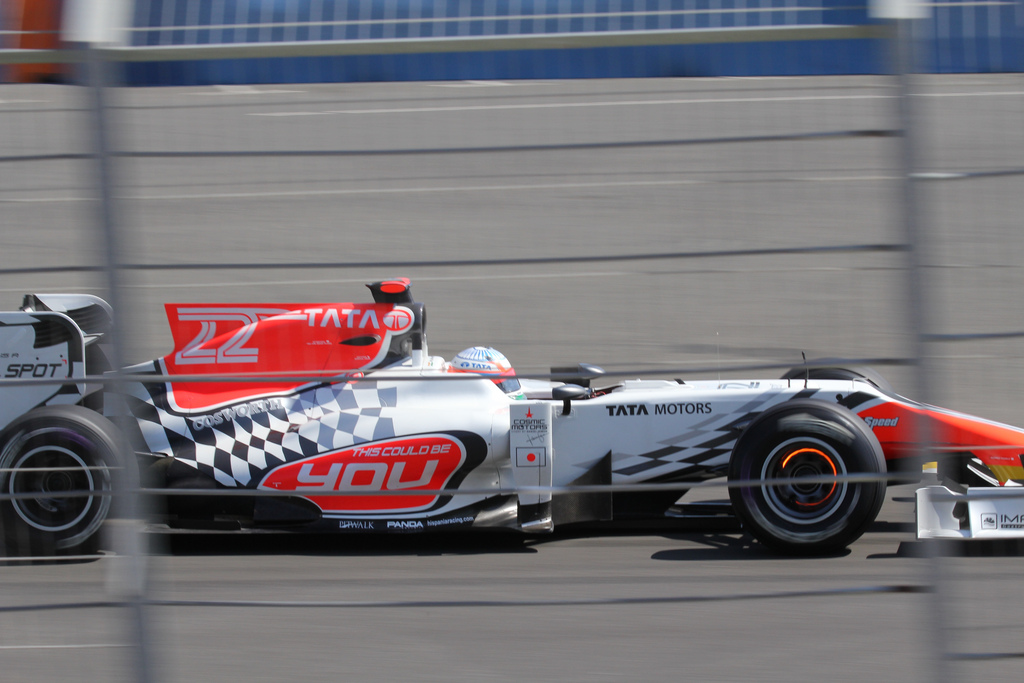
In Valencia deed het vrij zeldzame feit zich voor, dat alle gestarte auto's de finish haalden. Dus ook Narain Karthikeyan, ook al werd de Indiër in zijn HRT-Cosworth 24e en laatste.

De Grand Prix Formule 1 van Europa 2011 werd gehouden op 26 juni op het Valencia Street Circuit. Het was de achtste race uit het kampioenschap.

## Wedstrijdverloop

### Kwalificatie
Sebastian Vettel van het team Red Bull Racing behaalde zijn zevende poleposition van het seizoen. Zijn teamgenoot Mark Webber startte vanaf de tweede startplek en McLaren-coureur Lewis Hamilton vanaf de derde startpositie. In Q2 werd de sessie kort stilgelegd, nadat Williams-coureur Pastor Maldonado zijn wagen op de baan had stilgezet.

### Race
Vettel behaalde zijn zesde overwinning van het seizoen, voor Ferrari-coureur Fernando Alonso en teamgenoot Webber. Alle 24 gestarte auto's behaalden de finish, wat pas voor de vierde keer in de Formule 1-historie is gebeurd. Eerder waren er geen uitvallers bij de Grand Prix van Nederland 1961, de Grand Prix van de Verenigde Staten 2005 en de Grand Prix Formule 1 van Italië 2005. Ook werd in deze race het record gebroken van het meeste aantal auto's dat de finish haalde.

## Kwalificatie
| Pos                 | No | Coureur            | Constructeur         | Q1       | Q2       | Q3        | Grid |
| ------------------- | -- | ------------------ | -------------------- | -------- | -------- | --------- | ---- |
| 1                   | 1  | Sebastian Vettel   | Red Bull-Renault     | 1:39.116 | 1:37.305 | 1:36.975  | 1    |
| 2                   | 2  | Mark Webber        | Red Bull-Renault     | 1:39.956 | 1:38.058 | 1:37.163  | 2    |
| 3                   | 3  | Lewis Hamilton     | McLaren-Mercedes     | 1:39.244 | 1:37.727 | 1:37.380  | 3    |
| 4                   | 5  | Fernando Alonso    | Ferrari              | 1:39.725 | 1:37.930 | 1:37.454  | 4    |
| 5                   | 6  | Felipe Massa       | Ferrari              | 1:38.413 | 1:38.566 | 1:37.535  | 5    |
| 6                   | 4  | Jenson Button      | McLaren-Mercedes     | 1:39.453 | 1:37.749 | 1:37.645  | 6    |
| 7                   | 8  | Nico Rosberg       | Mercedes             | 1:39.266 | 1:38.373 | 1:38.231  | 7    |
| 8                   | 7  | Michael Schumacher | Mercedes             | 1:39.198 | 1:38.365 | 1:38.240  | 8    |
| 9                   | 9  | Nick Heidfeld      | Renault              | 1:39.877 | 1:38.781 | geen tijd | 9    |
| 10                  | 14 | Adrian Sutil       | Force India-Mercedes | 1:39.329 | 1:39.034 | geen tijd | 10   |
| 11                  | 10 | Vitali Petrov      | Renault              | 1:39.690 | 1:39.068 |           | 11   |
| 12                  | 15 | Paul di Resta      | Force India-Mercedes | 1:39.852 | 1:39.422 |           | 12   |
| 13                  | 11 | Rubens Barrichello | Williams-Cosworth    | 1:39.602 | 1:39.489 |           | 13   |
| 14                  | 16 | Kamui Kobayashi    | Sauber-Ferrari       | 1:40.131 | 1:39.525 |           | 14   |
| 15                  | 12 | Pastor Maldonado   | Williams-Cosworth    | 1:39.690 | 1:39.645 |           | 15   |
| 16                  | 17 | Sergio Pérez       | Sauber-Ferrari       | 1:39.494 | 1:39.657 |           | 16   |
| 17                  | 18 | Sébastien Buemi    | Toro Rosso-Ferrari   | 1:39.679 | 1:39.711 |           | 17   |
| 18                  | 19 | Jaime Alguersuari  | Toro Rosso-Ferrari   | 1:40.232 |          |           | 18   |
| 19                  | 20 | Heikki Kovalainen  | Lotus–Renault        | 1:41.664 |          |           | 19   |
| 20                  | 21 | Jarno Trulli       | Lotus–Renault        | 1:42.234 |          |           | 20   |
| 21                  | 24 | Timo Glock         | Virgin–Cosworth      | 1:42.553 |          |           | 21   |
| 22                  | 23 | Vitantonio Liuzzi  | HRT–Cosworth         | 1:43.584 |          |           | 22   |
| 23                  | 25 | Jérôme d'Ambrosio  | Virgin–Cosworth      | 1:43.735 |          |           | 23   |
| 24                  | 22 | Narain Karthikeyan | HRT–Cosworth         | 1:44.363 |          |           | 24   |
| 107% tijd: 1:45.301 |    |                    |                      |          |          |           |      |

## Race
| Pos | No | Coureur            | Constructeur         | Rondes | Tijd/Oorzaak uitval | Grid | Punten |
| --- | -- | ------------------ | -------------------- | ------ | ------------------- | ---- | ------ |
| 1   | 1  | Sebastian Vettel   | Red Bull-Renault     | 57     | 1:39:36.169         | 1    | 25     |
| 2   | 5  | Fernando Alonso    | Ferrari              | 57     | +10.891             | 4    | 18     |
| 3   | 2  | Mark Webber        | Red Bull-Renault     | 57     | +27.255             | 2    | 15     |
| 4   | 3  | Lewis Hamilton     | McLaren-Mercedes     | 57     | +46.190             | 3    | 12     |
| 5   | 6  | Felipe Massa       | Ferrari              | 57     | +51.705             | 5    | 10     |
| 6   | 4  | Jenson Button      | McLaren-Mercedes     | 57     | +1:00.065           | 6    | 8      |
| 7   | 8  | Nico Rosberg       | Mercedes             | 57     | +1:38.090           | 7    | 6      |
| 8   | 19 | Jaime Alguersuari  | Toro Rosso-Ferrari   | 56     | +1 ronde            | 18   | 4      |
| 9   | 14 | Adrian Sutil       | Force India-Mercedes | 56     | +1 ronde            | 10   | 2      |
| 10  | 9  | Nick Heidfeld      | Renault              | 56     | +1 ronde            | 9    | 1      |
| 11  | 17 | Sergio Pérez       | Sauber-Ferrari       | 57     | +1 ronde            | 16   |        |
| 12  | 11 | Rubens Barrichello | Williams-Cosworth    | 56     | +1 ronde            | 13   |        |
| 13  | 18 | Sébastien Buemi    | Toro Rosso-Ferrari   | 56     | +1 ronde            | 17   |        |
| 14  | 15 | Paul di Resta      | Force India-Mercedes | 56     | +1 ronde            | 12   |        |
| 15  | 10 | Vitali Petrov      | Renault              | 56     | +1 ronde            | 11   |        |
| 16  | 16 | Kamui Kobayashi    | Sauber-Ferrari       | 56     | +1 ronde            | 14   |        |
| 17  | 7  | Michael Schumacher | Mercedes             | 56     | +1 ronde            | 8    |        |
| 18  | 12 | Pastor Maldonado   | Williams-Cosworth    | 56     | +1 ronde            | 15   |        |
| 19  | 20 | Heikki Kovalainen  | Lotus-Renault        | 55     | +2 ronden           | 19   |        |
| 20  | 21 | Jarno Trulli       | Lotus-Renault        | 55     | +2 ronden           | 20   |        |
| 21  | 24 | Timo Glock         | Virgin-Cosworth      | 55     | +2 ronden           | 21   |        |
| 22  | 25 | Jérôme d'Ambrosio  | Virgin-Cosworth      | 55     | +2 ronden           | 23   |        |
| 23  | 23 | Vitantonio Liuzzi  | HRT-Cosworth         | 54     | +3 ronden           | 22   |        |
| 24  | 22 | Narain Karthikeyan | HRT-Cosworth         | 54     | +3 ronden           | 24   |        |

Als eretitel: 1923 (Italië) · 1924 (Frankrijk) · 1925 (België) · 1926 (San Sebastián) · 1927 (Italië) · 1928 (Italië) · 1930 (België) · 1947 (België) · 1948 (Zwitserland) · 1949 (Italië) · 1950 (Groot-Brittannië) · 1951 (Frankrijk) · 1952 (België) · 1954 (Duitsland) · 1955 (Monaco) · 1956 (Italië) · 1957 (Groot-Brittannië) · 1958 (België) · 1959 (Frankrijk) · 1960 (Italië) · 1961 (Duitsland) · 1962 (Nederland) · 1963 (Monaco) · 1964 (Groot-Brittannië) · 1965 (België) · 1966 (Frankrijk) · 1967 (Italië) · 1968 (Duitsland) · 1972 (Groot-Brittannië) · 1973 (België) · 1974 (Duitsland) · 1975 (Oostenrijk) · 1976 (Nederland) · 1977 (Groot-Brittannië)
Als alleenstaande race: 1983 · 1984 · 1985 · 1993 · 1994 · 1995 · 1996 · 1997 · 1999 · 2000 · 2001 · 2002 · 2003 · 2004 · 2005 · 2006 · 2007 · 2008 · 2009 · 2010 · 2011 · 2012 · 2016